# Dreher Classic
Dreher Classic is een Hongaars premium bier. Het bier wordt gebrouwen in Brouwerij Dreher te Boedapest. 
Het is een blonde lager met een alcoholpercentage van 5,2%. Het eerste recept werd door Anton Dreher gecreëerd in het midden van de negentiende eeuw, werd wereldwijd uitgevoerd en domineerde de Hongaarse markt tot de Tweede Wereldoorlog. Het brouwen van dit bier werd opnieuw aangevat in 1997 en samen met Dreher Bak op de markt gebracht. Het bier verkreeg een aantal internationale prijzen en is nu de marktleider van de “premium”-bieren in Hongarije.

## Prijzen
- 1900: gouden medaille op de Wereldtentoonstelling te Parijs.
- 2004 & 2007: International High Quality Trophy.
- Verscheidene gouden medailles op de Monde Selection te Brussel.[1]